# Pluto Press
Pluto Press è un editore indipendente britannico con sede a Londra, e fondato nel 1969. In origine rappresentò la casa editrice di riferimento dell'Internazionale Socialista e, in oltre mezzo secolo di attività, ha pubblicato autori di riferimento per la sinistra anti-capitalista come: Frantz Fanon, Noam Chomsky, Edward Said, David Harvey, Cedric J. Robinson, Vandana Shiva, bell hooks, Augusto Boal, Lola Olufemi,  Susa George, Ilan Pappé, Nick Robins, Raya Dunayevskaya, Graham Turner, Alastair Crooke, Gabriel Kolko, Hamid Dabashi, Tommy McKearney, Amal Saad-Ghorayeb, Syed Saleem Shahzad, David Cronin, John Holloway, Euclid Tsakalotos, Mark Read e Jonathan Cook.
Oggi Pluto Press pubblica "opere critiche e progressiste che spaziano su tutte le scienze sociali, con un'enfasi posta sulle indagini che riguardano la Politica Contemporanea, le Relazioni Internazionali, la Teoria Politica, l'Antropologia e lo studio critico dei nuovi media".
Le pubblicazioni Pluto Press hanno ricevuto numerosi premi e riconoscimenti internazionali:
- Deutscher Memorial Prize

Nomads, Empires, States by Kees van der Pijl (Winner) 2008
Discovering the Scottish Revolution by Neil Davidson (Winner) 2003
- ICA Book of the Year

Curationism by David Balzer (Winner) 2015
Stitched Up by Tansy Hoskins (Winner) 2014
- ISA Book Prize

How the West Came to Rule by Alexander Anievas and Kerem Nişancıoğlu (Winner) 2017
- New York Times Book Cover of the Year

The Communist Manifesto by Karl Marx and Friedrich Engels – designed by David Pearson (Winner) 2017
- LHM Ling Outstanding First Book Prize

Disarming Doomsday: The Human Impact of Nuclear Weapons since Hiroshima by Becky Alexis-Martin (Winner) 2020